# Мухоловка сірощока
Мухоло́вка сірощока (Ficedula strophiata) — вид горобцеподібних птахів родини мухоловкових (Muscicapidae). Мешкає в Гімалаях, горах Китаю і  Південно-Східної Азії.

## Опис

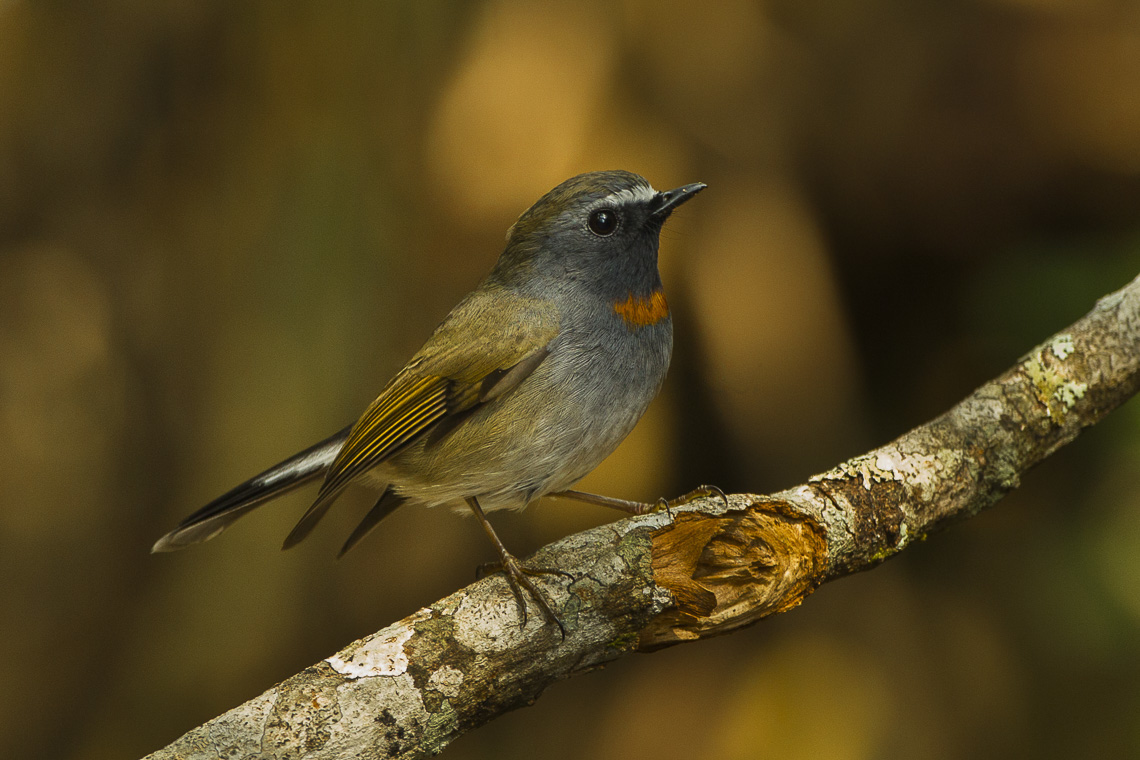
Сірощока мухоловка (Таїланд)

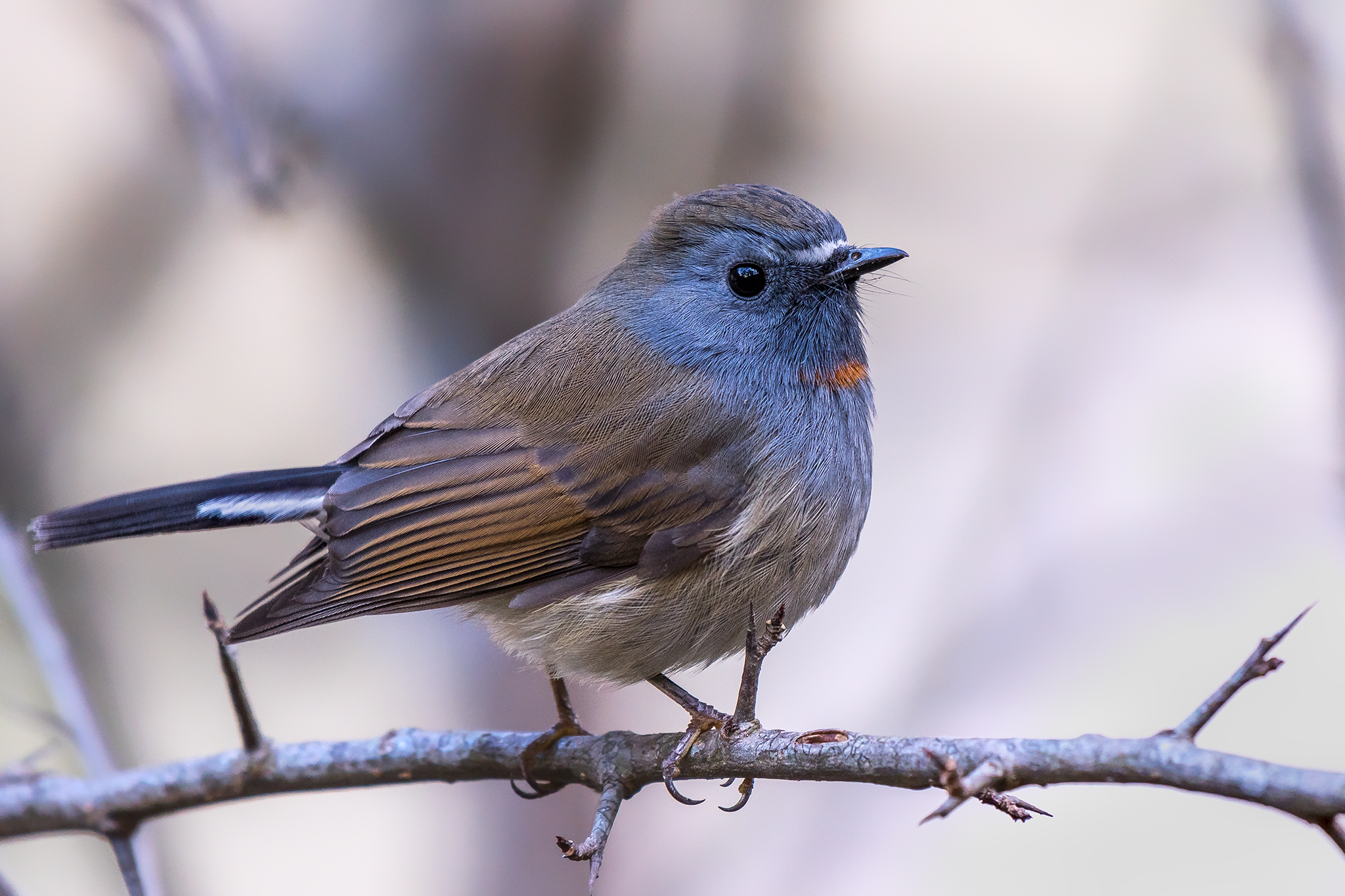
Сірощока мухоловка (Індія)

Довжина птаха становить 13-15 см, вага 10-15 г. У самців верхня частина тіла темно-оливково-коричнева, нижня частина тіла синювато-сіра, обличчя і горло більш темні, живіт охристий. На лобі біла пляма, на грудях рудий "комір", крайні стернові пера біля основи мають білі краї. Самиці мають дещо блідіше забарвлення. У молодих птахів верхня частина тіла поцяткована оранжево-охристими плямами.

## Підвиди
Виділяють два підвиди:
- F. s. strophiata (Hodgson, 1837) — від Гімалаїв до південного Китаю, північного Таїланду і північного Індокитаю;
- F. s. fuscogularis (Baker, ECS, 1923) — південно-східний Лаос і центральний В'єтнам (плато Далат[en]).

## Поширення і екологія
Сірощокі мухоловки мешкають в Пакистані, Індії, Непалі, Бутані, Китаї, М'янмі, Таїланді, Лаосі і В'єтнамі. Вони живуть у вічнозелених гірських широколистяних і мішаних лісах та у високогірних чагарникових заростях. Взимку частина популяцій мігрує в долини або на південь. Сірощокі мухоловки зустрічаються поодинці або парами, живляться комахами та іншими безхребетними, яких шукають в підліску і на деревах. Сезон розмноження триває з квітня по червень. Гніздо чашоподібне, розміться з моху, корінців і рослинних волокон, розміщується на дереві, на висоті від 3 до 6 м над землею. В кладці 3-4 яйця.